# 中国国民党革命委员会中央委员会
中国国民党革命委员会中央委员会，简称民革中央，是中国国民党革命委员会全国代表大会选举产生的中央领导机构。民革中央设有办公厅、组织部、宣传部、联络部、社会服务部、调研部等6个工作部门，设有经济委员会、“三农”委员会、社会和法制委员会、教科文卫体委员会、人口资源环境委员会、祖国和平统一促进委员会、理论研究与学习委员会、妇女和青年工作委员会等8个专门委员会，主办《团结报》和《团结》杂志，主管中华中山文化交流协会、民革中央孙中山研究学会、民革中央画院，并有团结出版社、中国通和经济开发咨询服务中心等下属机构。

## 历届民革中央[2]

### 第一届（1948年1月－1949年11月）
- 名誉主席：宋庆龄
- 主席：李济深
- 主任秘书：李章达（梅龚彬代）
- 常务委员：李济深、何香凝、谭平山、蔡廷锴、朱蕴山、陈劭先、李章达、陈其瑗、何公敢、张文、邓初民、朱学范、李民欣、郭春涛、王葆真、冯玉祥

### 第二届（1949年11月－1956年2月）
- 主席：李济深
- 秘书长：梅龚彬
- 常务委员：李济深、何香凝、谭平山、陈铭枢、蔡廷锴、蒋光鼐、程潜、张治中、邵力子、柳亚子、朱蕴山、陈劭先、陈其瑗、梅龚彬、王昆仑、郭春涛、许宝驹、宁武、贺贵严、于振瀛、李世璋

### 第三届（1956年2月－1958年11月）
- 主席：李济深
- 副主席：何香凝、程潜、谭平山、蔡廷锴、张治中、熊克武、龙云、邓宝珊、陈绍宽
- 秘书长：梅龚彬
- 常务委员：于振瀛、卫立煌、王昆仑、王葆真、邓宝珊、宁武、龙云、刘斐、刘文辉、朱学范、朱蕴山、许宝驹、何香凝、余心清、吴茂荪、张治中、李世璋、李任仁、李俊龙、李济深、邵力子、陈此生、陈劭先、陈其瑗、陈绍宽、陈铭枢、屈武、柳亚子、贺贵严、唐生智、翁文灏、梅龚彬、黄绍竑、程潜、蒋光鼐、熊克武、蔡廷锴、谭平山、谭惕吾

### 第四届（1958年11月－1979年10月）
- 主席：李济深（1959年10月逝世）、何香凝
- 副主席：何香凝（1960年8月被选为主席）、程潜、蔡廷锴、张治中、熊克武、邓宝珊、陈绍宽
- 秘书长：梅龚彬
- 常务委员：于振瀛、卫立煌、王昆仑、甘祠森、邓宝珊、龙云、宁武、卢汉、卢郁文、朱学范、朱蕴山、刘斐、刘文辉、刘仲容、刘孟纯、许宝驹、许闻天、李济深、何香凝、张治中、余心清、吴茂荪、李世璋、李任仁、邵力子、陈此生、陈劭先、陈其瑗、陈绍宽、屈武、贺贵严、唐生智、翁文灏、梅龚彬、钱昌照、蒋光鼐、程潜、熊克武、蔡廷锴

1960年增选：孙蔚如、但懋辛、李澄之、侯镜如

### 第五届（1979年10月－1983年12月）
- 主席：朱蕴山（1981年4月逝世）、王昆仑
- 副主席：王昆仑（1981年12月被选为主席）、陈此生、刘斐、屈武、朱学范、裴昌会、李世璋、刘仲容、钱昌照、郑洞国、甘祠森、吴茂荪、贾亦斌

1981年12月增选：侯镜如、孙越崎、赵祖康
- 秘书长：甘祠森（兼）
- 常务委员：王昆仑、王枫、王肇治、甘祠森、朱蕴山、刘仲容、刘孟纯、刘斐、朱学范、许宝骙、许闻天、孙越崎、苏从周、李平衡、李世璋、李俊龙、肖隽英、吴秀峰、吴茂荪、何柱国、张天放、张克明、陈此生、陈建晨、邵恒秋、范予遂、罗承烈、周颖、屈武、郑洞国、赵祖康、侯镜如、贾亦斌、钱昌照、聂轰、陶述曾、覃异之、傅学文、焦实斋、廖运周、裴昌会、谭惕吾

1981年12月增选：方少逸、沈求我、陈铭德、黄启汉、黄逖非
1982年增选：王肇治、胡景通、程星龄

### 第六届（1983年12月－1988年11月）
- 名誉主席：屈武
- 主席：王昆仑（1985年8月逝世）、屈武（1987年12月辞职，被推举为名誉主席）、朱学范
- 副主席：屈武（1987年2月被选为主席）、朱学范（1987年12月被选为主席）、裴昌会、钱昌照、郑洞国、吴茂荪、贾亦斌、侯镜如、孙越崎、赵祖康、徐起超、彭清源、李赣骝
- 秘书长：李赣骝（兼）
- 常务委员：马璧、王昆仑、王枫、王岳、王肇治、方少逸、宁光堃、朱学范、许宝骙、孙越崎、苏从周、李子诵、李赣骝、肖隽英、吴茂荪、吴京、吴秀峰、何柱国、沈求我、张天放、张克明、张素我、陈建晨、陈铭德、邵恒秋、罗承烈、周颖、屈武、郑洞国、赵子立、赵祖康、侯镜如、胡景通、徐国懋、徐起超、陶述曾、钱昌照、贾亦斌、黄翔、黄启汉、黄逖非、覃异之、程星龄、傅学文、焦实斋、彭清源、廖运周、裴昌会、谭惕吾

1987年2月增选：毛增滇、冯友、孙柏秋、杨新人、杨纪琬、沈克昌、张廉云、张媛贞、胡敏、胡代光、龚世萍、蔡义江

### 第七届（1988年11月－1992年12月）
- 名誉主席：屈武
- 主席：朱学范
- 名誉副主席：裴昌会、赵祖康
- 副主席：郑洞国、贾亦斌、侯镜如、徐起超、彭清源、李赣骝、何鲁丽、李沛瑶

1991年12月增选：沈求我
- 秘书长：彭清源（兼）
- 常务委员：王奇、王叔云、王锡爵、毛增滇、方少逸、甘培根、卢邦正、冯友、宁光堃、朱学范、李子诵、李沛瑶、李赣骝、杨纪琬、杨新人、吴京、何鲁丽、汪希萱、沈求我、沈克昌、张克明、张素我、张廉云、张媛贞、陈培烈、邵恒秋、林上元、郑洞国、胡敏、胡正名、胡代光、侯镜如、贾亦斌、徐起超、龚世萍、彭清源、覃异之、程誌青、蔡义江

### 第八届（1992年12月－1997年11月）
- 名誉主席：朱学范、侯镜如、孙越崎
- 主席：李沛瑶（1996年2月逝世）、何鲁丽
- 名誉副主席：贾亦斌、赵祖康
- 副主席：彭清源、徐起超、李赣骝、何鲁丽（1996年11月被选为主席）、沈求我、周铁农、童傅、程誌青、胡敏
- 秘书长：朱培康
- 常务委员：马大谋、王奇、王叔云、王锡爵、毛增滇、甘培根、卢邦正、冯友、宁光堃、朱培康、孙柏秋、严庆清、李沛瑶、李蓼源、李赣骝、杨新人、何鲁丽、汪希萱、沈求我、沈克昌、张竞、张嫒贞、张廉云、陈家振、陈培烈、林上元、周铁农、胡敏、胡正名、胡代光、钱景仁、徐起超、龚世萍、彭清源、韩汝琦、程誌青、童傅、蔡义江、燕天甲

1995年12月增选：王良漙、厉无畏、徐志纯

### 第九届（1997年11月－2002年12月）
- 主席：何鲁丽
- 名誉副主席：贾亦斌、彭清源、徐起超、沈求我
- 副主席：周铁农、李赣骝、童傅、程誌青、胡敏、徐志纯、厉无畏、钮小明、朱培康

2000年11月增选：刘民复
- 秘书长：刘民复（兼）
- 常务委员：万鄂湘、马大谋、马文骏、王良漙、王锡爵、毛增滇、方俐洛、邓成城、厉无畏、卢邦正、冯健亲、朱培康、刘民复、齐续春、孙柏秋、李赣骝、杨新人、何丕洁、何鲁丽、汪希萱、汪林林、张竞、张华康、张宏儒、张媛贞、林嘉、周铁农、周鸿兴、胡敏、胡正名、钮小明、徐志纯、龚世萍、韩汝琦、程誌青、傅惠民、童傅、谢克昌、雷世钧、鲍隆清

### 第十届（2002年12月－2007年12月）
- 主席：何鲁丽
- 名誉副主席：贾亦斌、彭清源、徐起超
- 副主席：周铁农、李赣骝、童傅、程誌青、徐志纯、厉无畏、钮小明、朱培康、刘民复、万鄂湘

2004年11月增选：齐续春
- 秘书长：刘民复（兼）
- 常务委员：万鄂湘、马文骏、马志伟、孔小均、方俐洛、毛增华、王良漙、冯健亲、卢邦正、厉无畏、刘晓、刘民复、刘新文、朱培康、许钊、齐续春、何小平、何丕洁、何鲁丽、李惠东、李赣骝、陆栋、陆锡蕾、陈清华、周天鸿、周铁农、周鸿兴、奇英成、郑建邦、俞正、修福金、战秋萍、钮小明、夏培度、徐志纯、梁俭、符气浩、龚世萍、傅惠民、程誌青、童傅、谢克昌、韩汝琦、鲍隆清

2006年11月增选：庄先

### 第十一届（2007年12月－2012年12月）
- 主席：周铁农
- 名誉副主席：贾亦斌
- 副主席：厉无畏、钮小明、万鄂湘、齐续春、谢克昌、修福金、刘凡、程崇庆、傅惠民、何丕洁

2010年12月增选：田惠光、郑建邦
- 秘书长：李惠东
- 常务委员：万鄂湘、马志伟、孔小均、王宇坤、冯巩、冯明光、厉无畏、叶莉君、田惠光、刘凡、刘晓、刘新文、庄先、汤维建、齐续春、何小平、何丕洁、吴先宁、张守志、李英杰、李晓东、李惠东、李德强、杨保建、肖黎声、陈清华、周天鸿、周铁农、郑心穗、郑建邦、修福金、夏涛、夏培度、郭层城、高小玫、曹亚、龚世萍、傅惠民、程崇庆、蒋平安、谢克昌

2010年12月增选：陈莉

### 第十二届（2012年12月－2017年12月）
- 主席：万鄂湘
- 副主席：齐续春、修福金、刘凡、程崇庆、傅惠民、何丕洁、田惠光、郑建邦、邓力平、刘家强

2016年12月增选：李惠东
- 秘书长：李惠东
- 常务委员：万鄂湘、马志伟、马志武、户思社、王世杰、邓力平、兰云升、冯巩、卢晓光、田惠光、刘凡、刘晓、刘斌、刘家强、刘新文、孙继业、朱成钢、汤维建、齐续春、何小平、何丕洁、吴晶、吴先宁、张友君、张守志、张伯军、李崴、李英杰、李晓东、李惠东、李霭君、杨天怡、杨保建、陈莉、麦康森、周天鸿、欧阳泽华、郑心穗、郑建邦、修福金、施中岩、赵世春、夏涛、徐勇、郭层城、高小玫、傅惠民、程崇庆、蒋平安、谢德体

### 第十三届（2017年12月－2022年12月）
- 主席：万鄂湘
- 副主席：郑建邦、邓力平、刘家强、李惠东、高小玫、何报翔、张伯军、田红旗、王红、冯巩
- 秘书长：李惠东
- 常务委员：万鄂湘、马志武、王红、王世杰、王红玲、王新强、户思社、邓力平、卢晓光、叶赞平、田红旗、冯巩、兰云升、边旭光、朱成钢、刘同德、刘家强、齐成喜、汤维建、孙继业、巫家世、李英杰、李晓东、李惠东、李霭君、杨保建、吴晶、何报翔、谷振春、张守志、张伯军、张复明、张雪樵、陈马林、陈星莺、欧阳泽华、周潮洪、郑建邦、袁小彬、夏涛、高小玫、蒋平安、程萍、温雪琼、黎军、霍卫平

### 第十四届（2022年12月10日－）
- 主席：郑建邦（第十四届全国人大常委会副委员长）
- 常务副主席：何报翔（第十四届全国政协副主席）
- 副主席：刘家强、李惠东（回族）、田红旗（女）、王红（女，满族）、冯巩、吴晶（女）、欧阳泽华、谷振春、陈星莺（女）
- 秘书长：李惠东
- 常务委员：于干千（回族）、马传喜、王红（女，满族）、王世杰、王光贤、王红玲（女）、王新军、王新强、户思社、叶赞平、田红旗（女）、白清元、冯巩、刘同德、刘良翠（女）、刘家强、齐成喜、汤维建、孙继业、杜洪印、巫家世、李岩（满族）、李惠东（回族）、吴晶（女）、何报翔、何秉群、谷振春、宋亚君、张弓、张庆盈（女）、张复明、张雪樵、陈马林、陈星莺（女）、欧阳泽华、郑建邦、袁小彬、夏先鹏、徐明非、徐毅松、高程（女）、郭乃硕、蒋涤非、程萍（女）、温雪琼（女）、熊皓、霍卫平、戴琼海